# Polycentropus bonus
Polycentropus bonus är en nattsländeart som beskrevs av Oliver S. Flint Jr. 1981. Polycentropus bonus ingår i släktet Polycentropus och familjen fångstnätnattsländor. Inga underarter finns listade i Catalogue of Life.